# Itaúsa
Itaúsa — бразильская холдинговая компания. Владеет: Itaú Unibanco, Duratex (целлюлозно-бумажное производство), Elekeiroz (химическая промышленность) и другими предприятиями. Это вторая по величине частная группа в стране.
Она была основана 6 мая 1966 года, как Itaú Bank SA Investment и 30 апреля 1991 года, название было изменено на Itaúsa — Investimentos Itaú SA.
Её нынешний президент Карлос да Камара Пестана. Контроль компании находится у семей Сетубал и Виллела.